# Люсерам
Люсерам (фр. Lucéram) — коммуна на юго-востоке Франции в регионе Прованс — Альпы — Лазурный берег, департамент Приморские Альпы, округ Ницца, кантон Конт. До марта 2015 года коммуна административно входила в состав упразднённого кантона Л’Эскарен (округ Ницца).
Площадь коммуны — 65,52 км², население — 1228 человек (2006) с тенденцией к стабилизации: 1215 человек (2012), плотность населения — 18,5 чел/км².

## Население
Население коммуны в 2011 году составляло — 1224 человека, а в 2012 году — 1215 человек.
| 1962 | 1968 | 1975 | 1982 | 1990 | 1999 | 2006 | 2011 | 2012 |
| ---- | ---- | ---- | ---- | ---- | ---- | ---- | ---- | ---- |
| 632  | 630  | 694  | 889  | 1026 | 1035 | 1228 | 1224 | 1215 |

Динамика численности населения:

## Экономика
В 2010 году из 789 человек трудоспособного возраста (от 15 до 64 лет) 604 были экономически активными, 185 — неактивными (показатель активности 76,6 %, в 1999 году — 71,2 %). Из 604 активных трудоспособных жителей работали 538 человек (289 мужчин и 249 женщин), 66 числились безработными (35 мужчин и 31 женщина). Среди 185 трудоспособных неактивных граждан 45 были учениками либо студентами, 86 — пенсионерами, а ещё 54 — были неактивны в силу других причин.
На протяжении 2010 года в коммуне числилось 548 облагаемых налогом домохозяйств, в которых проживало 1183,5 человека. При этом медиана доходов составила 17 тысяч 627 евро на одного налогоплательщика.